# Јан Палах
Јан Палах (чеш. Jan Palach; Праг, 11. август 1948 — Праг, 19. јануар 1969) био је чешки родољуб, студент историје на Карловом универзитету у Прагу. Након инвазије пет земаља Варшавског пакта на Чехословачку (1968), не би ли на тај начин зауставили започете реформе либерализма друштва подстакнуте од стране тадашње владе Александера Дупчека за време Прашког пролећа, Палах је 16. јануара 1969, усред Прага сам себе запалио и тако постао симбол савремене борбе Чеха и Словака за слободу.

## Студије
Палах је био мирна и рационална особа; Изгледао је као филозоф - касније смо сазнали да је заправо желео да студира филозофију. Студирао је темељно, не ради оцена. Увек је био спреман да помогне другим људима у студијама или са проблемима везаним за школу. Он је, пре свега, учествовао у дебатама у вези са студијама или политичким проблемима.— Павел Бурса, колега са универзитета
Након средње школе, Јан Палах је желео да студира историју на Факултету уметности Карловог универзитета у Прагу. Иако је положио пријемни испит, он није примљен због превеликог броја пријављених кандидата. Он је тако уписао студије на Универзитету за економију. Иако није студирао оно што је стварно желео за две године на овом универзитету, положио је шеснаест испита и био је активан у студентском животу. У лето 1967. године, учествовао у службеном путу у Казахстану, а годину дана касније, био је главни организатор привременог летњег рада у Лењинграду. У пролеће 1968. године, помогао је оснивање Академског савета студената на Универзитету за економију.

## Писмо Јана Палаха
Према писму адресираном јавним личностима, цела организација отпора је основана са циљем да упражњава самоспаљивање док се њихови захтеви не испуне; Међутим, чини се да таква група никада није постојала. Захтеви у писму тицали су се укидања цензуре и престанак дистрибуције званичног гласила окупаторских снага Совјета званог Zprávy. Поред тога у писму је изнео захтеве да народ Чешке и Словачке приступи генералном штрајку као подршка захтевима. У ранијим нацртима писма, тражене су оставке политичара наклоњених совјетима.
Према Јарослави Мосеровој, специјалисти за опекотине која му је прва пружила помоћ, Палах није извршио самоспаљивање као протест против просовјетске власти, већ као протест против „деморализације” чехословачког народа.

## Смрт
Неколико сати након спаљивања, болницу су окружили новинари захтевајући информације о здравственом стању. Начелница одељења, Јана Деложалова затвара клинику и одлучује да само родитељи могу да га посете. Током боравка у болници стање је било критично. Широм тела имао је опекотине другог и трећег степена. Према докторки Марији Задорожној, више од осамдесет и пет посто тела било је у опекотинама.

## Погреб
Првобитно је сахрањен на гробљу Олшани. Како је његово гробно место претило да прерасте у национални симбол. Чехословачка тајна полиција покушава да уништи свако сећање на њега. Ексхумирају његове остатке, потом га кремирају и шаљу породици, док је анонимна жена сахрањена у његовом гробном месту. Палаховој мајци није било дозвољено да урну похрани у локално гробље до 1974. године. Урна је враћена на првобитно место у Прагу тек 25, октобра 1990. године. Погреб Јана Палаха се претворио у општи протест против тадашње политичке ситуације у којем се налазила Чехословачка. Месец дана касније (25. фебруара 1969) још се један студент, Јан Зајиц, такође запалио на истом месту.
Два месеца иза тога, у априлу, Евжен Плоцек је учинио исто у чешком граду Јихлава. Осим тренутног шока, самозапаљења нису имали другог учинка на политичко стање у земљи. Неколико месеци раније, 8. новембра 1968, Пољак Rycard Siviec, спалио се у Варшави током протеста који су се одржавали у знак протеста напада чланица Варшавског пакта на ЧССР, а најпре пољског учествовања у инвазији. Сивиец је умро након четири дана (12. новембра) у болници. Међутим, мало је вероватно да је Палах знао за тај протестни чин, јер је тај догађај био у потпуности заташкаван од стране комунистичких челника. Прва вест о том догађају била је емитована на таласима Радија Слободна Европа тек два месеца после смрти Јана Палаха.

## Постхумна признања
Након пада комунизма, Палах је у Прагу посмртно одликован бронзаним крстом који су узидали на место самозапаљења, код споменика Светом Вацлаву, на истоименом тргу. Уз то, трг где се налази Филозофски факултет Карловог универзитета у Прагу је преименован њему у част. Чешки астроном Лубош Кохоутек, који је напустио Чехословачку одмах наредне године, дао је име астероиду који је био откривен 22. августа 1969. 1834 Палах. Постоје више споменика широм Европе, укључујући споменик испод глечера у тунелу Швајцарској. Многе улице у Чешкој носе његово име, такође трг у самом центру Прага носи његово име. Улице у Луксембургу, Кракову, Варни, као и трг у Риму носе име Јана Палаха.
Могуће је, да су каснији случајеви самозапаљења били подстакнути несрећном популарношћу Јана Палаха у медијским круговима. У пролеће 2003, шест младих Чеха средњошколаца се насмрт спалило, између осталог и одликаш Зденек Адамец који се спалио 6. марта 2003. готово на истом месту, поред Народног музеја, оставивши пре тога опроштајну поруку на Интернету, где се јасно указивало на Палаха и остале који су починили самоубиство 1969. Разлог тих самоубистава је неразјашњен, а самозапаљивања се после нису појављивала.
Само неколико минута хода од локације на којој је извршено само-спаљивање, споменик у Старом градском тргу Прага одаје част чешком верском мислиоцу Јану Хусу, који је спаљен на ломачи због својих уверења у 1415. години. Слављен као национални херој током векова, неки коментари повезују Палахово је самоспаљивање са егзекуцијом Хуса.